# Croissant au jambon
 (juillet 2018).
Pour les articles homonymes, voir Croissant.

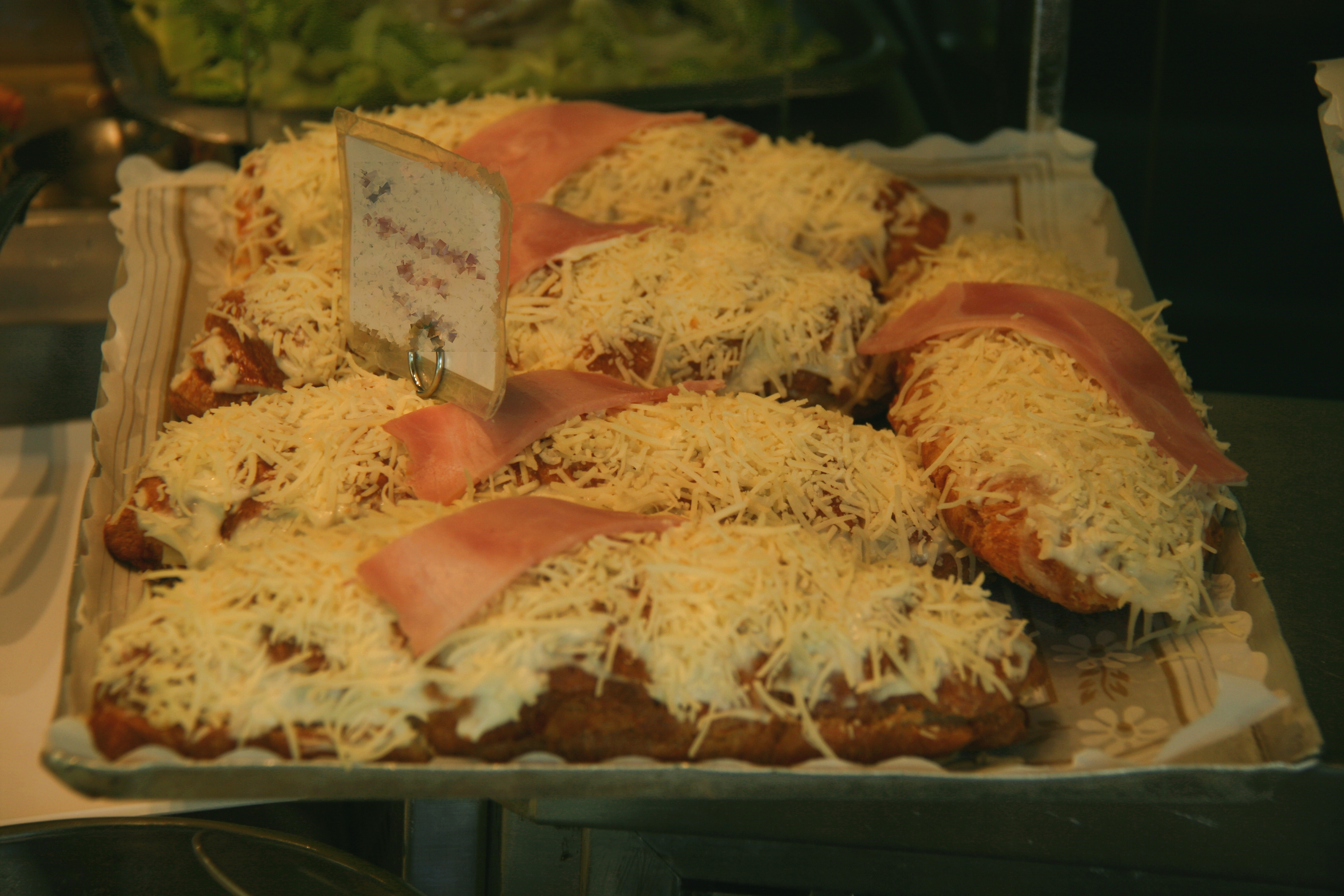
Des croissants au jambon et au fromage, sur un étalage dans la région de Madrid (Espagne).

Le croissant au jambon est une spécialité culinaire composée d'une viennoiserie (croissant) accompagnée de jambon et généralement d'une sauce béchamel et de fromage râpé.
Les recettes varient selon les pays : ainsi, en Suisse le jambon est incorporé haché, alors qu'en France il est ajouté découpé en lanières.